# Casa Hospital (Llívia)
La Casa Hospital és una obra de Llívia (Baixa Cerdanya) inclosa a l'Inventari del Patrimoni Arquitectònic de Catalunya.

## Descripció
Edifici de planta i dos pisos amb teulat a dues vessants. A l'angle nord-oest de la casa hi ha un torricó de planta semicircular amb una espitllera. En els darrers anys ha sofert una restauració.

## Història
Se'n diu la Casa Hospital, ja que sembla va pertànyer a l'Hospital de Puigcerdà i es feia servir com a "domus hospitalis". Hi ha diferents fonts que parlen de l'antic hospital de Sant Vicenç de Llívia, però sembla inversemblant que sigui aquest, ja que l'emplacen cap a la Plaça Major.